# Newry City FC
A Newry City FC északír labdarúgóklub, amely az első osztályban szerepel. Székhelye Newry városában található. Hazai mérkőzéseit a The Showgroundsban rendezi.
A klub fél-professzionális státuszú, a játékosok túlnyomó része a labdarúgás mellett egyéb munkát is vállal.

## Névváltozások
- 1923–2004: Newry Town

2004 óta jelenlegi nevén szerepel.

## Sikerei
- IFA Premiership
  - Bronzérmes (1 alkalommal): 1928

- Irish League Cup
  - Ezüstérmes (2 alkalommal): 1990, 2009

## Eredmények

### Európaikupa-szereplés

#### Összesítve
| Kupa           | J | GY | D | V | LG–RG |
| -------------- | - | -- | - | - | ----- |
| Intertotó-kupa | 4 | 2  | 0 | 2 | 3–3   |
| Összesítve     | 4 | 2  | 0 | 2 | 3–3   |

#### Szezonális bontásban
| Idény | Kupa           | Forduló    | Klub                 | 1. mérk. | 2. mérk. |
| ----- | -------------- | ---------- | -------------------- | -------- | -------- |
| 1999  | Intertotó-kupa | 1. forduló | Hrvatski Dragovoljac | 0–1      | 2–0      |
| 1999  | Intertotó-kupa | 2. forduló | MSV Duisburg         | 0–2      | 1–0      |

Megjegyzés: Az eredmények minden esetben a Newry City szemszögéből értendőek, a félkövéren jelölt mérkőzéseket pályaválasztóként játszotta.